# Черна ръка
Черна ръка (на сръбски: Црна рука или Crna ruka) е крайна сръбска националистическа организация основана през 1911 г. под въздействие на великосръбската идея.
Поставя си за непосредствена цел присъединяването на Босна и Херцеговина към Сърбия, посредством методите на терора.
На 28 юни 1914 г. в Сараево, свързаният с организацията сръбски националист, Гаврило Принцип извършва покушение срещу австро-унгарския престолонаследник Франц Фердинанд и неговата съпруга графиня София Хотек. Двойното убийство довежда до обявяването на война от Австро-Унгария на Сърбия, което от своя страна поставя началото на Първата световна война.